# کالنیچی
کالنیچی (به صربی: Kalenići) یک منطقهٔ مسکونی در صربستان است که در Požega واقع شده‌است. کالنیچی ۷٫۹۹ کیلومتر مربع مساحت و ۲۸۷ نفر جمعیت دارد و ۳۹۲ متر بالاتر از سطح دریا واقع شده‌است.